# Liste der Baudenkmale in Clifton
Die Liste der Baudenkmale in Clifton umfasst alle vom New Zealand Historic Places Trust (NZHPT) als „Historic Place“ oder „Historic Area“ eingestuften Baudenkmale und Flächendenkmale der neuseeländischen Ortschaft Clifton. Die Angaben stammen aus dem Register des NZHPT. Die Bezeichnungen der Baudenkmale orientieren sich an diesem Register. In die Liste werden auch bekannte Wahi Tapu (Area), kulturell und religiös bedeutsame Stätten und Gebiete der Māori, aufgenommen. Sie werden jedoch meist nicht publiziert.

| Bild | Bezeichnung                 | Ort     | Anschrift                      | Beschreibung         | Bauzeit | Eintrag          | Nummer | Kat. |
| ---- | --------------------------- | ------- | ------------------------------ | -------------------- | ------- | ---------------- | ------ | ---- |
| BW   | Ellis' Farm Historic Area   | Clifton | Karte (ungenau)                | Farm                 | n.a.    | 15. Februar 1990 | 7047   | HA   |
| BW   | Ellis's Lime Kiln           | Clifton | Thorpes Road Karte (ungenau)   | Kalkbrennofen        | n.a.    | 15. Februar 1990 | 5131   | 2    |
| BW   | Ellis's Sawmill             | Clifton | Thorpes Road Karte (ungenau)   | Sägemühle einer Farm | n.a.    | 15. Februar 1990 | 5132   | 2    |
| BW   | Ellis's Winery              | Clifton | Thorpes Road Karte (ungenau)   | Kelter einer Farm    | n.a.    | 15. Februar 1990 | 5133   | 2    |
| BW   | Ellis's Barn                | Clifton | Thorpes Road Karte (ungenau)   | Scheune einer Farm   | n.a.    | 15. Februar 1990 | 5134   | 2    |
| BW   | Ellis's Split Paling Fences | Clifton | Thorpes Road Karte (ungenau)   | Holzzäune einer Farm | n.a.    | 15. Februar 1990 | 5135   | 2    |
| BW   | Rocklands                   | Clifton | Rocklands Road Karte (ungenau) | Wohnhaus             | n.a.    | 15. Februar 1990 | 5136   | 2    |